# Devdas
Devdas (hindi: देवदास) är en indisk film från 2002, regisserad av Sanjay Leela Bhansali.
Filmen fick ta emot 14 priser från The International Indian Film Academy, bland annat för bästa manliga skådespelare (Shahrukh Khan), bästa kvinnliga skådespelare (Aishwarya Rai), bästa kvinnliga biroll (Kiron Kher), bästa regi och bästa film.
Filmen bygger på en i Indien välkänd berättelse skriven av Sarat Chandra Chattopadhyay 1917. Berättelsen har filmatiserats flera gånger, den första 1928.  

## Medverkande
- Shahrukh Khan (Devdas Mukherjee)
- Aishwarya Rai (Paro)
- Madhuri Dixit (Chandramukhi)
- Jackie Shroff (Chunnilal)
- Smita Jaykar  (Kaushalya Mukherjee)
- Kiron Kher (Sumitra) m. fl.

## Handling
Filmen utspelas i början av 1900-talet där två barndomsvänner, Devdas och Paro, funnit varandra. Devdas skickas iväg till London för juriststudier och efter att ha studerat i tio år återvänder han hem. Barndomsvännernas känslor för varandra tilltar men accepteras inte av Devdas föräldrar eftersom Devdas är av en högre klass än Paro. 
Paro blir bortgift och Devdas lämnar sitt föräldrahem. Han söker upp sin vän Chunnibabu och hamnar på en bordell där dansösen Chandramukhi får upp ögonen för honom och blir förälskad. Devdas flyttar sedan in på bordellen och utvecklar alkoholism.